# Tarif ibn Malik
Tarif ibn Malik (en arabe : طريف بن مالك) est un commandant omeyyade du VIIIe siècle. Il dirigea le premier raid sur l'Ibérie en vue de préparer la conquête de la péninsule ibérique en 711 sous la conduite de Tariq Ibn Ziad. La ville espagnole de Tarifa porte son nom.

## Biographie
Les sources historiques ne sont pas d'accord sur le fait qu'il soit d'origine berbère ou arabe. Certaines disent qu'il était berbère, d'autres arabe. 
Selon les historiens modernes John Hallam Lott et Georg Stadtmüller, Tarif ibn Malik serait d'origine berbère,.
Al-Razi l'appelle Abou Zoura Ṭarif ibn Malik al-Mafiri et Ibn Khaldoun : Tarif ibn Malik al-Nakhai. Il a occasionnellement été confondu avec Tariq ibn Ziyad.
En juillet 710, Tariq ibn Ziyad envoie Tarif effectuer un raid de reconnaissance sur la côte sud de la péninsule ibérique. Selon la légende, il a été aidé par Julien, comte de Ceuta, comme guide et émissaire.
De ce raid, Edward Gibbon écrit : « Cent arabes et quatre cents africains passèrent à bord de quatre navires, de Tanger ou Ceuta, le lieu de leur débarquement sur la rive opposée du détroit est marquée par le nom de leur chef "Tarif" qui est aujourd'hui la ville de Tarifa. Ils ont débuté à partir de là pour reconnaître le terrain le long de la côte comme un point d'entrée possible pour une attaque plus large, parcourant 18 milles à travers un pays accidenté jusqu'au château et la ville de Julien, sur laquelle (laquelle est encore appelée Algezire) ils la baptisèrent du nom de l'île Verte (Algéciras), depuis un cap verdoyant qui s'avance dans la mer ».
Là, ils furent reçus avec hospitalité par les chrétiens, peut-être comprenant des parents, des amis et des partisans de Julien.
Le résultat final fut un raid réussi dans une partie non protégée de l'Andalousie, suivi par le retour en toute sécurité des pilleurs accompagnés de nombreux butin et captifs. Ce raid convainquit Tariq que l'Ibérie pourrait être envahie avec succès.
Tarif ensuite accompagna Tariq ibn Ziyad, lorsque celui-ci lança conquête islamique de l'Hispanie et vainquit le roi Rodéric à la bataille du Guadalete en 711.